# Bicone

Bicone

Um bicone (bi-  do latim, pelo inglês bicone) é o sólido geométrico gerado pela revolução de um losango em torno de um de um de seus eixos de simetria. Equivalentemente, um bicone é a superfície criada pela união de dois cones circulares retos idênticos.
Um bicone tem simetria circular e simetria ortogonal bilateral .

## Geometria
Para um bicone circular com raio R e altura de centro ao vértice H, a fórmula para o volume torna-se:
{\displaystyle V={\frac {2}{3}}\pi R^{2}H.}
A área da superfície é dada por:
{\displaystyle SA=2\pi R{\sqrt {R^{2}+H^{2}}}.}